# Nukleosidische Reverse-Transkriptase-Inhibitoren
Nukleosidische Reverse-Transkriptase-Inhibitoren (engl. Nucleoside Reverse Transcriptase Inhibitors, NRTIs) sind Arzneistoffe aus der Gruppe der Virostatika. Ihr Ansatzpunkt ist die Reverse Transkriptase von Retroviren, die die virale RNA in DNA umschreibt. Es handelt sich um Nukleosidanaloga, die den natürlichen Nukleosiden ähneln. Sie konkurrieren damit mit ihnen, unterscheiden sich allerdings durch geringe Modifikationen an der Ribose. Dies führt zu einem sogenannten Kettenabbruch, virale DNA kann nicht mehr synthetisiert werden und der virale Replikationszyklus in der Zelle wird unterbrochen.

## Wirkung
NRTIs werden von der Zelle unverändert aufgenommen, und zu Triphosphatderivate intrazellulär in ihre aktive Form umgewandelt. Dabei werden schrittweise drei Phosphatreste übertragen. Allein gemeinsam ist das Fehlen der 3'-Hydroxygruppe, an der normalerweise die Kettenverlängerung stattfindet. So ähneln Zidovudin und Stavudin dem DNA-Baustein Thymidin, Lamivudin dem Cytidin, während Didanosin analog zu Inosin und Abacavir ein Guanosin-Analogon ist. Der Einbau der Nukleosidanaloga als „falschen DNA-Baustein“ während der reversen Transkription bewirkt daher eine Unterbrechung in der neu gebildeten DNA-Kette und führt zum Abbruch der Polymerisation und damit der reversen Transkription.

## Nebenwirkungen
Langzeitnebenwirkungen sind häufig Myelotoxizität, Laktatazidosen, Polyneuropathie, Lipoatrophie oder Pankreatitiden. Sie sind wahrscheinlich über eine Toxizität der für den Zellstoffwechsel wichtigen Mitochondrien zu begründen. Da Mitochondrien ebenfalls auf Nukleoside angewiesen sind, führt auch hier der Einbau falscher Bausteine in den genetische Code zu Stoffwechselstörungen und schließlich zu degenerativen Veränderungen. Zwischen den Substanzen gibt es große Unterschiede in der Ausprägung der mitochondrialen Toxizität.
Nukleosidanaloga werden hauptsächlich renal eliminiert. Sie interagieren nicht mit Substanzen, die durch Enzymsysteme der Leber metabolisiert werden. Ein maßgebliches Interaktionspotential besteht daher nicht. Bei gleichzeitiger Gabe von Ribavirin oder bei Patienten mit Niereninsuffizienz ist eine Dosisanpassung möglicherweise erforderlich.

## Anwendungsgebiete
NRTIs werden zur Bekämpfung der Replikation von Viren eingesetzt. Bisher existieren Wirkstoffe gegen HIV-1 und HBV.

### HIV-Therapie
1987 war Zidovudin der erste Vertreter der NRTIs, die in der HIV-Therapie eingesetzt wurden. NRTIs gelten damit als älteste HIV-Medikamente. Die Anwendung ist einfach und meist reicht eine einfache Tagesdosis. Häufige Beschwerden in den ersten Wochen sind – trotz relativ guter Verträglichkeit – Müdigkeit, Kopfschmerzen und gastrointestinale Probleme wie z. B. Völlegefühl, Übelkeit, Erbrechen oder Diarrhoen.
In der HIV-Therapie wurde zahlreiche Wirkstoffe eingeführt, teilweise sind sie wieder vom Markt z. B. aufgrund von Toxizitäten verschwunden. Ein weiteres Problem ist das Ausbilden von Kreuzresistenzen zwischen verschiedenen Nukleosid-Analoga.
NRTIs werden nicht singulär, sondern im Rahmen der Antiretroviralen Therapie (ART) zusammen mit anderen Wirkstoffen eingesetzt: In der Regel werden zwei NRTIs mit einem nichtnukleosidischen Reverse-Transkriptase-Inhibitor (NNRTI), einem Proteasehemmer (PI), oder einem Integrase-Strangtransfer-Inhibitor (INSTI) kombiniert.
Zu den Einzelsubstanzen zählen: Abacavir (ABC), Zidovoudin (AZT), Lamivudin (3TC), Emtricitabin (FTC) und die nukleotidischen Reverse-Transkriptase-Inhibitoren Tenofovir-Alafenamid-Fumarat (TAF) bzw. Tenofovir-Disoproxil-Fumarat (TDF).

### HBV-Therapie
Interferon-α war lange der einzige in Deutschland zugelassene Arzneistoff, der nachweislich einen positiven Effekt auf den Verlauf der Hepatitis B hat. Unter Langzeittherapie konnten bei vielen Patienten bereits gute Ergebnisse erzielt werden. Eine Behandlung mit Interferon geht häufig mit starken Nebenwirkungen unterschiedlicher Art einher.
Einen großen Fortschritt in der Therapie der Hepatitis B stellt die Einführung des Nukleosid-Analogons Lamivudin und des Nukleotid-Analogons Adefovir dar. Beide Substanzen werden oral verabreicht und sind in der Regel nebenwirkungsarm. Neuerdings werden Nukleotid-Analoga (wie z. B. Tenofovir) bevorzugt. Diese führen seltener zu Resistenzen und erscheinen damit besser geeignet für eine Langzeittherapie.
In der Regel werden NRTI mit Interferon kombiniert um die Wirksamkeit zu erhöhen.
Prophylaktisch werden NRTI in Kombination mit Hepatitis-B-Immunglobulin bei HBV-Trägern mit einem Transplantat verabreicht, um eine Reinfektion zu verhindern.

## Wirkstoffe

### HIV

#### In Verwendung (Einzelsubstanzen)
Zu den zugelassenen Einzelsubstanzen zählen mit Stand 2023:
- Abacavir (ABC)
- Zidovudin (AZT)
- Lamivudin (3TC)
- Emtricitabin (FTC)
- Tenofovir-Alafenamid-Fumarat (TAF) bzw. Tenofovir-Disoproxil-Fumarat (TDF) - nukleotidische Reverse-Transkriptase-Inhibitoren

#### Nicht weiter entwickelte Wirkstoffe
- Elvucitabin, Weiterentwicklung aktuell ungeklärt
- Fozivudin, Weiterentwicklung aktuell ungeklärt
- Amdoxovir, Toxizitäten
- Fosalvudin, Toxizitäten
- Apricitabin
- Dioxolanthymin
- SPD-756
- SPD-761
- KP-1461, wirkungslos
- Adefovir dipivoxil, kaum Wirkung gegen HIV, Nephrotoxizität
- FddA, Leber/Nierenschäden
- dOTC, Toxizität in Affen
- Lobucavir, Kanzerogenität
- GS 7340, unbefriedigende klinische Daten
- MIV-310 (Alovudin, FLT), schlechte Wirksamkeit
- Dexelvucitabin, Pankreatitiden

### HBV
- Lamivudin
- Adefovir
- Tenofovir
- Entecavir
- Emtricitabin
- Clevudin